# Cremnophila
Cremnophila Rose – rodzaj roślin należący do rodziny gruboszowatych (Crassulaceae DC. in Lam. & DC.). Obejmuje 2 gatunki występujące naturalnie w Meksyku. Pod względem morfologicznym jest podobny do rodzaju eszeweria, z którym czasem tworzy mieszańce.

## Morfologia
PokrójPędy rozpierzchłe lub wyprostowane.
LiścieNaprzemianległe, mięsiste, nabrzmiałe, ułożone w podstawy rozety lub rozrzucone wzdłuż łodygi. Łodyga kwiatowa jest ulistniona, zrzucająca liście i wiechowata.
KwiatyPojedyncze kwiaty na każdej z gałązek. Mają 5 nierównych działek kielicha oraz 5 zrośniętych płatków. Posiadają 10 pręcików oraz 5 wyprostowanych słupków.

## Biologia i ekologia
Roślina wieloletnia. 

## Systematyka
Pozycja systematyczna według Angiosperm Phylogeny Website (aktualizowany system APG III z 2009)
Rodzaj ten należy do podrodziny Sedoideae, rodziny gruboszowatych Crassulaceae DC. in Lam. & DC., do rzędu skalnicowców (Saxifragales Dumort.) i wraz z nim do okrytonasiennych. 
Pozycja systematyczna według systemu Reveala (1993-1999)
Gromada okrytonasienne (Magnoliophyta Cronquist), podgromada Magnoliophytina Frohne & U. Jensen ex Reveal, klasa Rosopsida Batsch, podklasa różowe (Rosidae Takht.), nadrząd Saxifraganae Reveala, rząd skalnicowce (Saxifragales Dumort.), rodzina gruboszowate (Crassulaceae DC. in Lam. & DC.), podrodzina Sedoideae, plemię Sedeae
Wykaz gatunków
- Cremnophila linguifolia (Lem.) Moran
- Cremnophila nutans Rose